# 스룽루역
스룽루역(중국어: 石龙路站)은 중화인민공화국 상하이시 쉬후이구 스룽로에 위치한 상하이 지하철 3호선의 지상역이다.

## 역 구조

### 층별 구조
이 역에는 2개의 상대식 승강장이 설치되어 있으며, 두 방향은 운임 구역 내에서 연결되어 있지 않다.
| 1층 | 북광장                              | 북출구, 개집표기                   |   |
| 1층 | 상대식 승강장, 오른쪽 출입문이 열림 |                                    |   |
| 1층 | ←                                   | ■3호선 상하이 남역 방면(시·종착역) |   |
| 1층 |                                     | ■3호선 장양베이루 방면(룽차오루)   | → |
| 1층 | 상대식 승강장, 오른쪽 출입문이 열림 |                                    |   |
| 1층 | 남광장                              | 남출구, 개집표기                   |   |

## 역 출구
- 남출구 : 스룽로 북측, 스룽 지로(石龙支路) 서
- 북출구 : 스룽 지로 남측, 스룽 지로 서

## 연결 교통

### 버스
111, 144, 156, 957, 상펑 전용선(上奉专线), 난난선(南南线), 난난B선(南南B线)

## 역 인근
- 상하이 식물원(上海植物园)
- 둥촨로(东泉路)
- 톈야오차오 남로(天钥桥南路)

## 같이 보기
- 상하이 지하철 3호선